# Acanthormius wusheensis
Acanthormius wusheensis är en stekelart som beskrevs av Sergey A. Belokobylskij 1988. Acanthormius wusheensis ingår i släktet Acanthormius och familjen bracksteklar. Inga underarter finns listade i Catalogue of Life.